# 328
سنة 328 م (بالأرقام الرومانية: CCCXXVIII) كانت سنة كبيسة تبدأ يوم الإثنين (الرابط يظهر نموذج الجدول الزمني الكامل للسنة) من التقويم اليولياني. بدأت تسمية السنة ب328 منذ العصور الوسطى المبكرة، عندما أصبح تقويم أنو دوميني هو الأسلوب السائد في أوروبا لتسمية السنوات.

## مواليد
- فالنس

## وفيات
- 7 ديسمبر - امرؤ القيس بن عمرو (الأول) ملك الحيرة.